# Henricus Johannis
Henricus Johannis, svensk namnform Henrik Jönsson, död 1556, var en svensk biskop och dominikanmunk, och den som på allvar genomförde reformationen ute i de svenska socknarna.
Johannes Messenius har hävdat att Henricus Johannis skulle ha varit av norsk härstamning men några belägg för detta finns inte. Han förde ett sigill med en vas blommor och det finns inte heller några belägg för att han skulle ha varit av adlig härstamning. Första säkra omnämnandet är från 1529 då han var ombud för dominikanerna vid kyrkomötet i Örebro. Han tituleras då ordenslektor och generalvikarie. Troligen tillhörde han de reformvänliga inom orden och övergick tidigt till protestantismen. Senast 1531 blev han kyrkoherde och kanik i Västerås.
Han blev 1534 electus biskop då han efterträdde Peder Månsson som biskop i Västerås stift, men vigdes troligen först i Uppsala 1536. Henricus Johannis var "religionsråd" och visitator 1539–1541, han var bisittare vid domen över reformatorerna 1540 och deltog som Georg Normans närmaste man i 1540 års visitation i Väster- och Östergötland. 1541 ledde han prästvisitationen och konfiskationen av kyrksilver i Småland. Han stod under den följande tiden i flitig korrespondens med Gustav Vasa, 1543 som rapportör om folkopinionen vid Kopparberget i Småland under Dackeupproret och efter freden med kejsaren 1550, samt 1545 rörande konfiskationen av kyrksilver i Västerås stift.
Henricus Johannis erhöll rika förläningar och flera hus i Västerås och Stockholm som gåvor i lön för sina tjänster åt kungen.